# Herb gminy Rokietnica (województwo wielkopolskie)
Herb gminy Rokietnica – jeden z symboli gminy Rokietnica, ustanowiony 19 kwietnia 2002.

## Wygląd i symbolika
Herb przedstawia na tarczy dzielonej w słup w polu lewym na zielonym tle złotą koronę, a pod nią godło z herbu Nałęcz, natomiast w złotym polu prawym wizerunek zielonej wierzby rokity (od tego gatunku pochodzi nazwa gminy).